# بکفورد
بکفورد (به انگلیسی: Backford) یک روستا و محله مدنی در بریتانیا است که در چشر غربی و چستر واقع شده‌است. بکفورد ۱۰۹ نفر جمعیت دارد.